# Schlacht von Nájera
Die Schlacht von Nájera (manchmal auch Schlacht von Navarrete genannt) fand am 3. April 1367 in der Nähe von Nájera in der heutigen autonomen Region La Rioja statt. Sie war Teil des ersten kastilischen Bürgerkriegs zwischen König Peter I. von Kastilien und seinem Halbbruder Heinrich von Trastámara, der den Thron anstrebte, wodurch Kastilien in den internationalen Konflikt des Hundertjährigen Krieges verwickelt wurde. Heinrich wurde durch ein Bündnis mit Karl V. von Frankreich unterstützt. Diese militärische Hilfe ermöglichte es Heinrich, 1366 in Kastilien einzufallen, Peter erfolgreich zu stürzen und die Krone an sich zu reißen. Peter konnte fliehen und suchte Hilfe bei den Engländern, die zuvor einen Vertrag mit Kastilien geschlossen hatten.

## Hintergrund
Der im Jahr 1360 geschlossene Friede von Brétigny zwischen England und Kastilien beinhaltete die Sicherstellung von sicheren Seehandelsrouten für Kastilien und den Schutz Englands vor der kastilischen Kriegsflotte. Dieser Vertrag kam in erster Linie dem Prinz von Wales zugute. Darüber hinaus verpflichtete sich England Peter I. im Falle einer Invasion Kastiliens durch französische Truppen zu unterstützen. Im Jahr 1366 hatte Heinrich von Trastámara mit Hilfe von König Karl V. von Frankreich seinen Halbbruder Peter I. in die Defensive gedrängt. Peters Herrschaft war von Tyrannei geprägt, was einen Großteil des kastilischen Adels gegen ihn aufbrachte und ihm den Beinamen „Peter der Grausame“ einbrachte. Als Reaktion darauf scharten sich zahlreiche Adlige und andere Fraktionen hinter Heinrich, der als akzeptablere Alternative angesehen wurde.
Peter war in die von England gehaltenen Gebiete in Aquitanien geflohen und bat den Prinz von Wales um Hilfe. Edward, der als Regent von Aquitanien fungierte, erklärte sich bereit, zu handeln. Er betrachtete Heinrichs Usurpation als einen gefährlichen Präzedenzfall, der die königliche Autorität untergrabe. Von noch größerer Bedeutung war für ihn jedoch die geopolitische Bedrohung, die von einem potenziellen Bündnis zwischen Frankreich und Kastilien ausging. Die Möglichkeit, dass Frankreich unter der Herrschaft Heinrichs den kastilischen Thron erlangen könnte, barg die Gefahr, dass das Land die Kontrolle über die kastilische Marine erlangen könnte. Dies wiederum würde die englische Seemacht und die Handelswege in der Biskaya gefährden.

## Auftakt

### Zusammensetzung, Stärke und der Armeen

#### Englische Armee
Das Heer, das von Eduard, dem Schwarzen Prinzen, in der Schlacht bei Nájera geführt wurde, hauptsächlich aus englischen und gasconischen Rittern, sowie Bogenschützen. Unterstützt wurde es durch Söldnerkompanien und verbündete Truppen aus Aquitanien. Insgesamt hatten die Engländer eine Stärke von etwa 7.000 bis 10.000 Mann.

#### Armee Heinrichs II. von Kastilien
In historischen Quellen wird das Heer Heinrichs II. von Kastilien als riesige Streitmacht, „nahezu hunderttausend Bewaffnete“ („cerca de cien mil cabezas armadas“) beschrieben. Diese Zahl bezog sich nicht nur auf kastilische Truppen, sondern umfasste auch zahlreiche Verbündete und Söldner aus Frankreich (insbesondere ein großes Kontingent unter Bertrand du Guesclin) sowie aus Aragón, Portugal und anderen Regionen der Iberischen Halbinsel. Die Armee setzte sich aus Reiterei, Infanterie, Schleuderern, und Armbrustschützen zusammen. 
Moderne Historiker gehen von einer deutlich geringeren Zahl aus und schätzen die Gesamtstärke auf zwischen 30.000 und 60.000 Soldaten. Das Heer wurde in drei Hauptkolonnen gegliedert: Die erste, unter Führung von Bertrand du Guesclin, stellte mit etwa 4.000 Mann das Hauptkontingent der französischen und ausländischen Söldner. Die zweite Kolonne stand unter den Brüdern Don Tello und Don Sancho und umfasste etwa 6.000 Mann. Die größte Kolonne führte Heinrich II. selbst an; sie bestand aus etwa 7.000 Reitern sowie bis zu 40.000 Infanteristen, Bogenschützen und Armbrustschützen.

### Aufbruch
Im Februar begann Edward, mit der Überquerung der Pyrenäen über den Pass von Roncevalles. Der Prinz lagerte mit seiner Armee eine Woche bei Pamplona, wo er durch 300 navarrische Ritter unter Martin Enriquez de la Carra verstärkt wurde. Währenddessen sammelte Heinrich, der bei Teilen der kastilischen Bevölkerung beliebt war, ein Heer aus Rittern, Bauern und Söldnern und bezog zunächst Stellung östlich von Burgos. Die englische Hauptarmee marschierte über Agurain und Vittoria, in Richtung Burgos während kleinere Truppenteile unter Thomas Felton zur Aufklärung Richtung Logroño entsandt wurden. Die Versorgungslage der englischen Truppen blieb schwierig, und Verzögerungen traten auf, unter anderem durch Verrat und die Gefangennahme von Karl II.
In der Zwischenzeit war Heinrich von Burgos nach Santo Domingo de la Calzada marschiert. Von dort war er nach Norden nach Vittoria gezogen, wo er auf die Engländer unter Thomas Felton traf. Dort kam es am 29. März zum Gefecht das mit der Niederlage der Engländer und dem Tod von Thomas Felton endete. Die Moral der Englischen Truppen wurde durch diesen Angriff schwer erschüttert. Hunger, Krankheiten und schlechtes Wetter beeinträchtigte die Lage der Engländer erheblich. Statt Heinrich anzugreifen, wich Edward mit seinem Heer in einem nächtlichen Marsch über die Sierra de Cantabria nach Logroño aus. Dort überschritt er den Ebro und brachte Heinrichs Nachschubwege in Gefahr, worauf dieser sich nach Najera zurückzog.

## Die Schlacht
Am 3. April 1367 kam es zur Schlacht, die für die Franzosen und Kastilier unter dem Kommando Tello Alfonso von Kastiliens zu einer völligen Niederlage wurde, als auf dem Höhepunkt der Kämpfe einer der Flügel der Armee Heinrichs plötzlich die Waffen niederlegte, ob aus Feigheit oder als Verrat, ist bis heute nicht geklärt. Die Verluste Tellos beliefen sich auf 15.000 getötete, verwundete oder gefangene Soldaten.
Das letzte Bataillon, das sich den Engländern widersetzte, war die Einheit Du Guesclins. Dieser deckte durch seinen langanhaltenden Widerstand auch den Rückzug Heinrichs II., welcher dadurch lebend dem Gemetzel entkam, und begab sich anschließend, nachdem auch sein Bataillon unter der zahlenmäßigen Überlegenheit der Engländer zusammenbrach, in die Gefangenschaft Sir John Chandos. Später wurde Du Guesclin einmal mehr von Karl V. von Frankreich freigekauft.

## Nachwirkung
Heinrichs Niederlage führte dazu, dass Peter der Grausame den kastilischen Thron zurückerhielt, war aber am Ende nicht entscheidend. Es gelang Heinrich und Du Guesclin, den Kampf wieder aufzunehmen und Peter bis nach Toledo zurückzudrängen, wo Heinrich ihn 1369 nach der Schlacht von Montiel eigenhändig tötete.